# 튀르키예 농구 국가대표팀
튀르키예 농구 국가대표팀(튀르키예어: Türkiye millî basketbol takımı)은 튀르키예의 농구 대표팀이다. 올림픽 본선에는 단 2번 출전하여 2번 모두 예선라운드에서 탈락했지만 FIBA 농구 월드컵 본선에는 4번 출전하여 2010년 대회에서 은메달을 획득했으며 FIBA 유로바스켓 본선에는 24번 출전하여 2001년 대회에서 은메달을 따냈다. 그리고 지중해 경기 대회에서는 금메달 2개, 은메달 3개, 동메달 1개를 획득했다.

## 주요 선수
- 에르산 일리아소바 (밀워키 벅스)